# ピーター・デラノイ
ピーター・デラノイ（英語: Peter Delanoy）は第18代ニューヨーク市長。

## 1688-89年の革命
1688年、ジェームズ2世が退位が契機となり、ライスラーの反乱は発生すると、ジェイコブ・ライスラーの側近であったデラノイはニューヨーク市長に選出された。
1689年9月29日、安全委員会の命令により、人々はwardsに集合しており、初めて自ら市会議員を選出、さらに市長としてデラノイを選出した。また、保安官ヨハネス・ジョンソン、書記アブラハム・ガバヌーアが選任された。 
10月14日、ライスラー知事により、市長であると宣言され、同日、Coenties Slipの市役所で、市議会と共に就任の宣誓を行った。